# 기마상

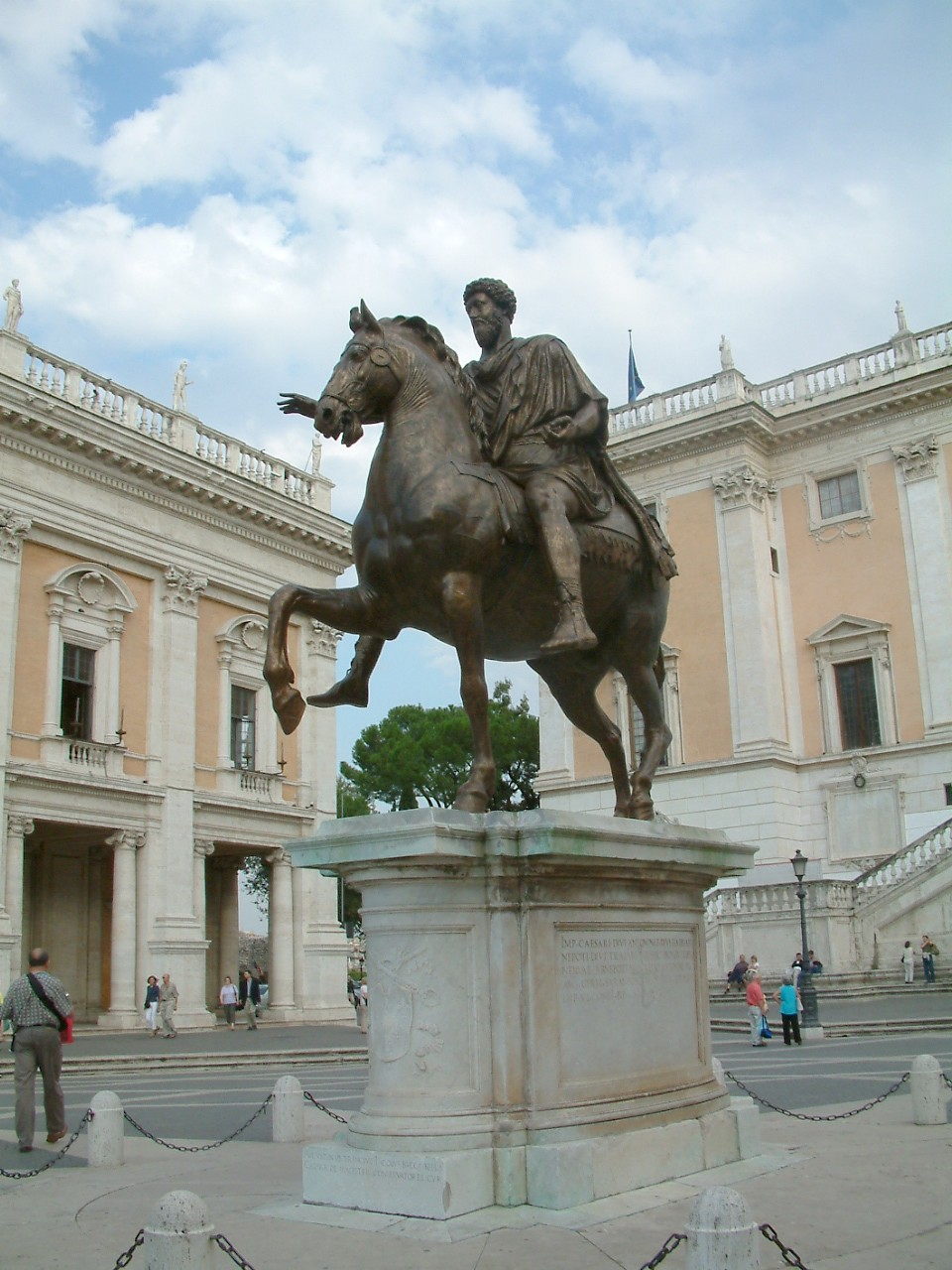
카피톨리노 언덕의 마르쿠스 아우렐리우스 기마상

기마상(騎馬像)은 말에 탄 인물을 표현한 동상이다. 청동으로 대부분 만들어지지만, 나무 · 돌 등을 소재로 한 작품도 있다.
대표적인 작품으로는 위에서 말한 작품인 카피톨리노  언덕이 있다